# Джерело «Черешневий дзвін»
Джерело «Черешневий дзвін» — гідрологічна пам'ятка природи місцевого значення. Розташована на території Ободівської громади Гайсинського району Вінницької області на околиці с. Цибулівка. 
Оголошена відповідно до Рішення Вінницького облвиконкому від 29.08.1984 р. № 371, площа - 0,01 га.
Охороняється великодебітне джерело ґрунтової води в урочищі «Замчище».

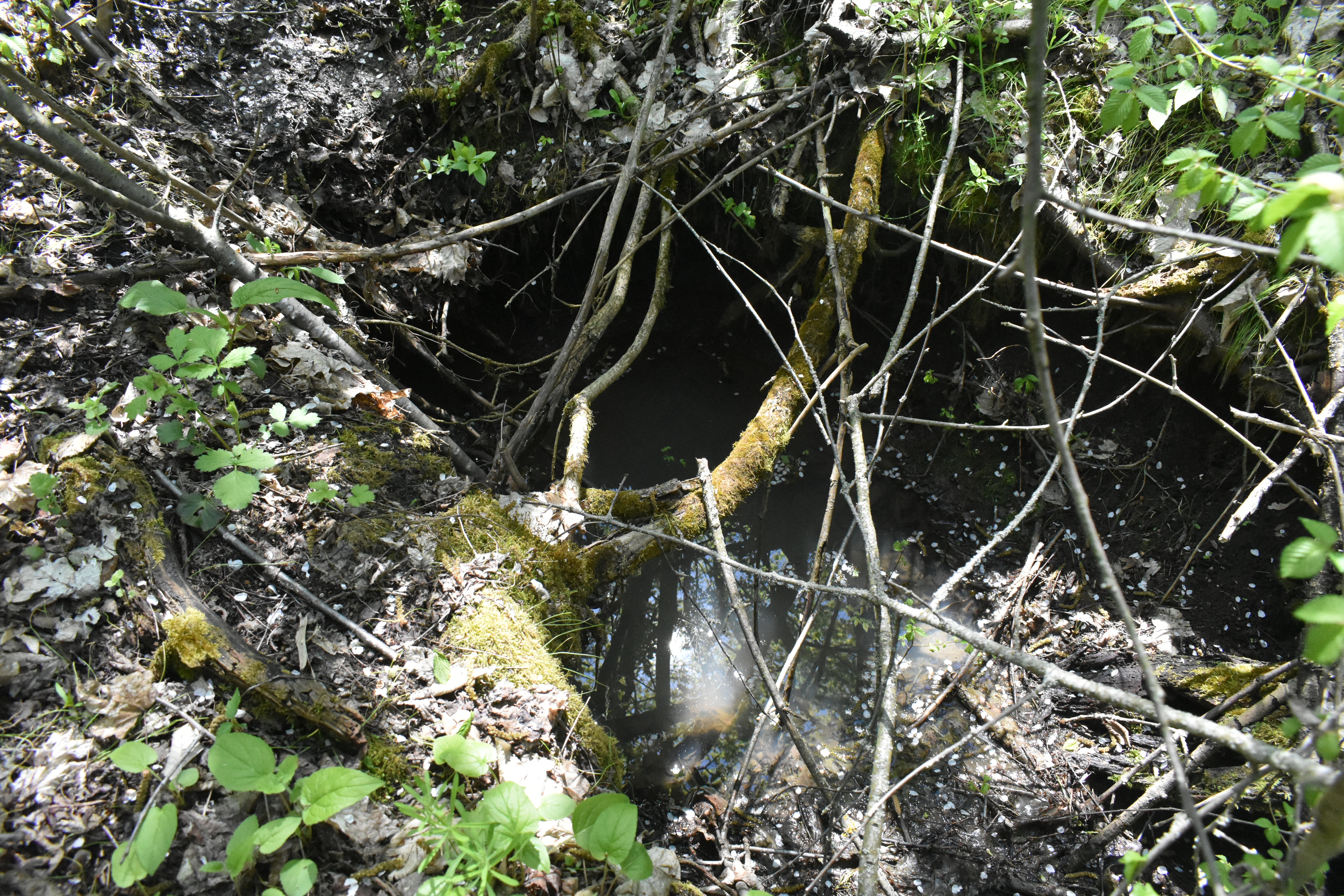
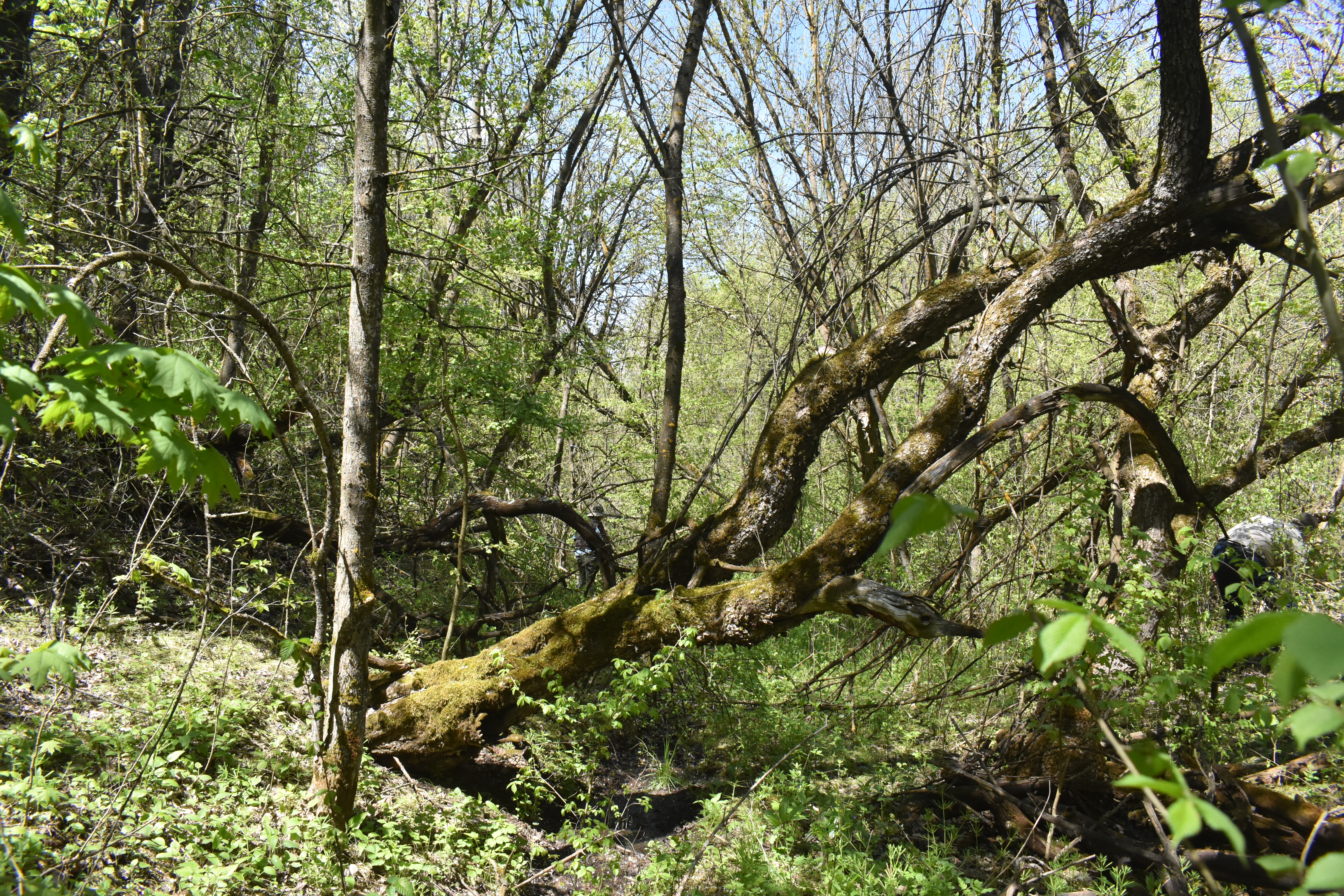
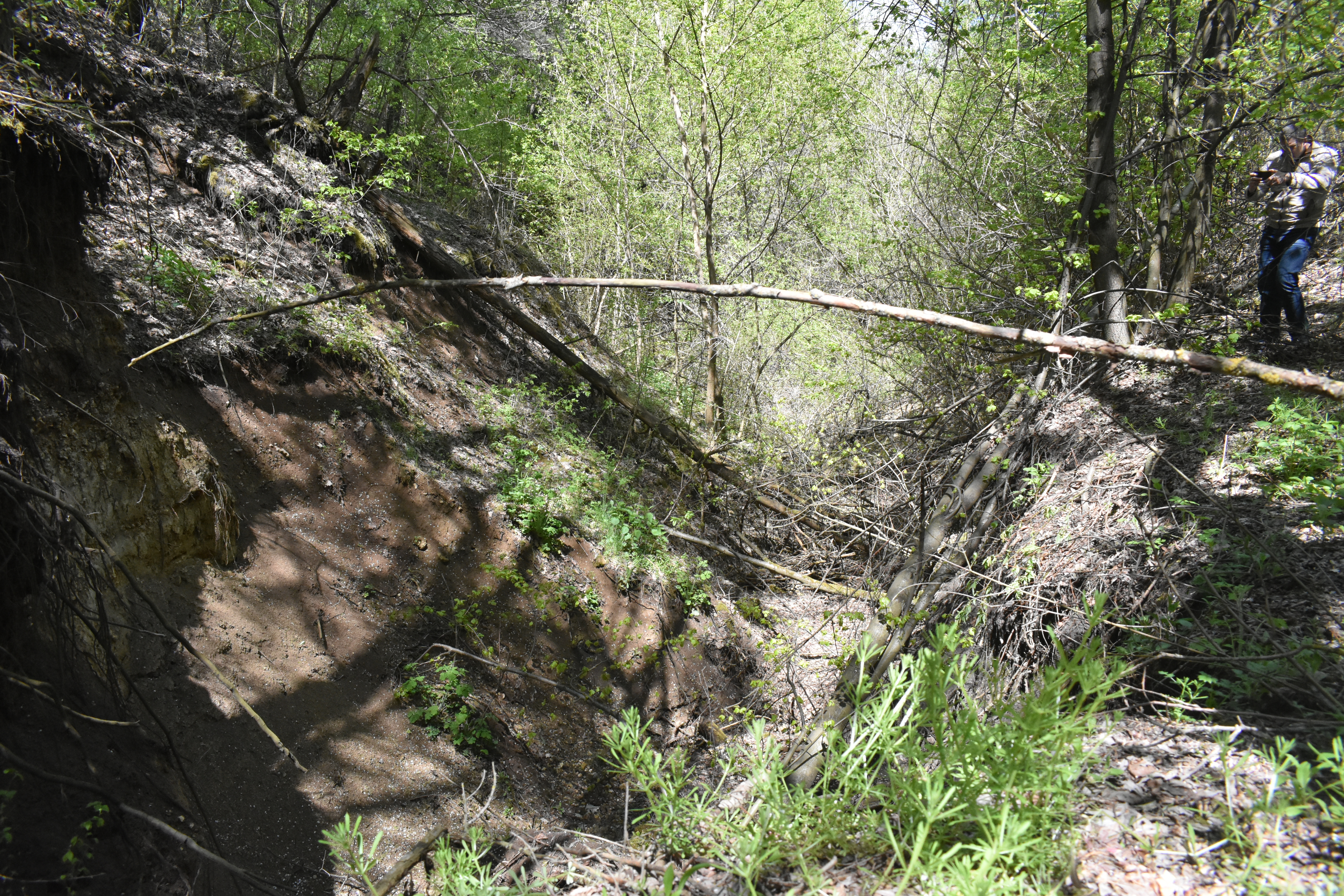
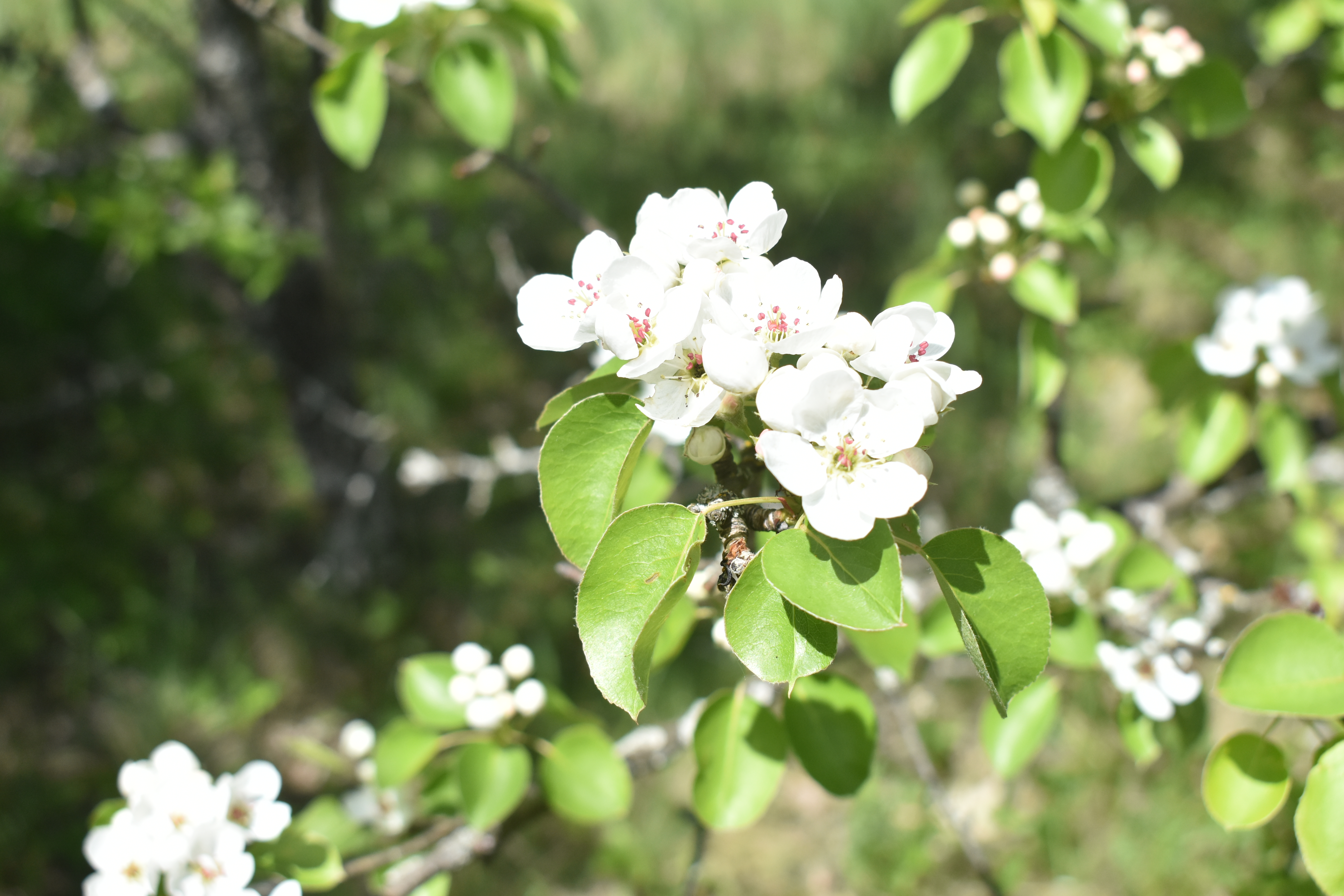